# Ultra Ever Dry
Ultra Ever Dry je speciální průmyslová nano ochrana. Jedná se o superhydrofobní a oleofobní nátěr, který odpuzuje téměř jakoukoliv tekutinu. Nátěr využívá nanotechnologii k pokrytí objektu a vytvoření vzduchové bariéry na jeho povrchu. Tím výrazně zlepšuje adhezi a odolnost proti oděru.

## Výklad slova superhydrofobní
Jedná se o stupeň hydrofobnosti povrchu. Pokud povrch vytváří kontaktní úhel s pevnými látkami/kapalinami větší než 90 stupňů, jedná se o povrch hydrofobní. Pokud je však úhel větší než 150 stupňů, jedná se již o povrch superhydrofobní. Teflonová pánev má kontaktní úhel 95 stupňů a odpuzovače vody na čelních sklech úhel blízko 110 stupňů, takže jsou jenom hydrofobní.

## Výklad slova oleofobní
Oleofobní znamená schopnost odpuzovat olej a uhlovodíky.

## Stupeň hydrofobnosti Ultra Ever Dry
Povrch s Ultra Ever Dry vytváří kontaktní úhel s pevnými látkami/kapalinami 160–175 stupňů. Na celém světě je pouze několik produktů, které se dají nanést na téměř jakýkoliv povrch a mají tyto parametry.

## Jak to celé funguje
Ultra Ever Dry je dvousložková ochrana na principu nanotechnologie. Spodní nátěr přilne k materiálu a chová se jako základní nátěr. Zároveň působí proti korozi a vytvoří jakýsi konzistentní podkladový materiál pro nanesení vrchní vrstvy ochrany, se kterou následně samočinně vytvoří nano-texturovaný povrch. Tento povrch vytváří vzorce geometrických útvarů a miliardy mezer, které zachytávají molekuly vzduchu, čímž vytváří "vzduchový deštník" na povrchu nátěru. Vzniklé vyvýšeniny na takto ošetřeném povrchu dovolují kapkám vody dotknout se povrchu jenom přibližně 2-3% jejich plochy. Zbylá voda steče po "vzduchovém deštníku" pryč. Nano-povlak má rovněž nízkou povrchovou energii. Kombinace těchto elementů se u Ultra Ever Dry stává superhydrofobní a oleofobní pro rafinované oleje.